# De Cock en de dartele weduwe
De Cock en de dartele weduwe  is het vijfenzestigste deel van de detectivereeks De Cock van de Nederlandse auteur Appie Baantjer waarin rechercheurs Jurriaan 'Jurre' de Cock en Dick Vledder de moord oplossen op een zakenman met louche contacten.

## Verhaal
Als rechercheur De Cock zoals gewoonlijk veel te laat aankomt op het bureau Warmoesstraat, is zijn collega Vledder erg opgewonden. Maria van Overloon heeft een ansichtkaart uit Rome gestuurd. Deze vrouw heeft volgens Dick Vledder drie koelbloedige moorden op haar geweten. Maar zijn collega merkt uit ervaring op dat ansichtkaarten ook door derden kunnen worden gepost. Dan meldt zich de bevallige weduwe Charlotte van Hoogendoorn in de recherchekamer. Ze komt aangifte doen van stalking door ene Boris van der Putten. Ook haar nieuwe vriend, Charles de Rusconie loopt gevaar. Laatstgenoemde is een rijke oudere vrijgezelle ondernemer. Boris is beslist tot moord in staat. Charlotte laat foto’s van Boris en Charles achter. Enkele uren later worden de twee rechercheurs naar een slachtoffer aan de Prinsengracht gestuurd. Ze treffen er een dode man aan met een vreemd wapen in zijn rug. Dick Vledder herkent vanaf de foto het gezicht als dat van Charles de Rusconie. Volgens lijkschouwer dokter Den Koninghe is hij al enige dagen dood. Terwijl het slachtoffer op de buik wordt weggebracht, herinnert De Cock zich het moordwapen: een tentharing! Terug op het bureau Warmoesstraat, zit daar André van Giesbeek op de beide rechercheurs te wachten. Hij is al jaren in dienst van de BV Vrijgevochten en heeft het slachtoffer op de plaats delict aangetroffen. De deur van het woonhuis stond op een kier. Desgevraagd noemt hij een vijandige zakenrelatie als mogelijke dader. Marinus Veldhuizen zijn bedrijf werd op onprettige wijze een maand geleden overgenomen door Charles. Marinus produceerde eenpersoonstenten en tentharingen. Spontaan meldt André zo’n haring in het lichaam van het slachtoffer te hebben waargenomen. Bovendien heeft Marinus Charles al eerder met de dood bedreigd, waarbij André de vechtenden moest scheiden.
Vlak daarna komt Charlotte de recherchekamer binnenstormen. Ze heeft van de moord op haar Charles gehoord van André en ze beschuldigt nogmaals haar stalkende Boris. Ze bekent aan de Cock dat ze ooit eenmalig met Boris in een eenpersoonstent heeft geslapen. De twee rechercheurs gaan nu eerst Marinus Veldhuizen opzoeken in zijn woonhuis aan de Nova Zemblastraat. Onderweg vertelt De Cock Vledder van de eerste gedocumenteerde tentharingmoord. Marinus overhandigt rechercheur De Cock vol trots zijn eigen ontwerp tentharing. Lang met een scherpe punt en gaat zo gemakkelijk de grond in en uit. De grijze rechercheur confronteert hem met zijn eerder doodsbedreiging aan het adres van Charles, die met een soortgelijke tentharing is omgebracht. Marinus ontkent formeel de moord op Charles en belooft aan De Cock zijn alibi voor de dagen van de afgelopen week netjes op te gaan schrijven, zonder te weten wanneer Charles precies is vermoord. Hij vertelt ook nog 2 tentharingen te hebben afgestaan aan Casper van de Broek. Laatstgenoemde was jarenlang juridisch adviseur van Charles, maar had de laatste tijd grote ruzie met zijn opdrachtgever.
Op het kantoor van Casper van de Broek aan de Hartenstraat worden de twee rechercheurs te woord gestaan door zijn secretaresse, Margje van Medemblik. Casper zou op vakantie zijn en de twee rechercheurs krijgen zijn privéadres, Kromme Waal 1120. Als ter plekke niet op de bel wordt gereageerd, neemt De Cock wederom zijn toevlucht tot het apparaat van Handige Henkie om de deur open te krijgen. Dick Vledder staat er fel protesterend naast. Samen vinden ze het reeds ontbindende lijk van de bewoner, die op identieke wijze vermoord lijkt met een tentharing. Ze komen op de plaats delict oog in oog te staan met de ex-vriend van Casper, Samuel Plasmans. Na hun verbroken relatie woont Samuel al enige jaren in Parijs. Nu wilde Casper naar Parijs komen, om weg te zijn van zijn nieuwe vriend Maurice Grotebroek, die hem bedreigde om aan geld te komen voor zijn cocaïneverslaving. Dezelfde Maurice had onlangs zijn baan als procuratiehouder bij de BV Vrijgevochten opgezegd.
De volgende ochtend deelt Dick Vledder zijn ervaringen met ‘de meute’ mee. Dokter Den Koninghe dacht dat het lijk al een week oud was. Hij zag duidelijk dezelfde modus operandi als bij het andere slachtoffer. Vledder vond tijdens zijn huisdoorzoeking bij Casper nog de twee ongebruikte tentharingen van zijn bezoek aan Marinus. Commissaris Buitendam zet De Cock namens de broer van het slachtoffer Patrick de Rusconie onder druk om snel met resultaten te komen. Patrick is Officier van Justitie, weliswaar in een ander arrondissement, maar toch! De Cock laat zich weer eens de kamer uitsturen. Hij gaat bijpraten op het kantoor van de BV Vrijgevochten met de nieuwe topman André van Giesbeek. Veel verder dan een foto op zijn bureau van Margje van Medemblik, desgevraagd een dierbare vriendin, komt hij niet. Maar André geeft toe dat Maurice inderdaad een kandidaat kan zijn voor de twee moorden. Laatstgenoemde is trouwens ontslagen. Terug op het bureau meldt zich bij de twee rechercheurs de schriftelijk ontboden stalker, Boris van der Putten. Hij geeft toe een oplichter te zijn maar zegt geen moordenaar te zijn. De Cock laat hem na ondertekening van een proces-verbaal lopen. Samuel Plasmans komt met de twee rechercheurs bijpraten. Margje Medemblik is bedreigd door Maurice, die meent dat hij erfgenaam is en zelf het juridisch bedrijf wil voortzetten. Margje heeft nu Samuel om bescherming gevraagd. Vervolgens heeft hij Maurice betrapt aan de Kromme Waal, waar hij huiszoeking deed en uit frustratie het dure servies van Casper kapotsmeet. Het is nu toch wel belangrijk vast te gaan stellen wie de erfgenaam is. Samuel heeft hem vastgepakt, gedreigd met wurging en bevolen voor altijd weg te blijven. De Cock besluit maar eens naar Smalle Lowietje te gaan.
De caféhouder werpt een nieuw licht op de zaak. Maurice is inderdaad een lastige junk, maar Casper is vermoord en die had een notoir juridisch adviesbureau voor allerhande zaken. Hij was heel populair bij de klanten van Lowietje en de ondernemer zelf en men vreest nu voor zijn privacy. Maar Lowie weet weer niets van de moord op Charles en die was vaste klant bij blonde Annie. Op de recherchekamer komt Marinus zijn huiswerk inleveren en zegt bij het afscheid dat Boris van der Putten onlangs twee tentharingen bij hem heeft gekocht. De volgende ochtend komt een opgejaagde Maurice Grotebroek zich boos melden bij de twee rechercheurs. Vlak na zijn verhoor krijgt Vledder telefoon. Samuel Pasmans heeft in de Hartenstraat Margje van Medemblik dood aangetroffen. Ze ligt in een slaapkamer achter het kantoor ontbloot te bed met een tentharing in de rug. De Cock concludeert dat ze de dader zelf heeft binnengelaten en dacht een intiem samenzijn met hem te kunnen hebben. Samuel vertelt dat Casper tien dagen voor zijn dood hem weer tot zijn enige erfgenaam had gemaakt. Samuel, in het bezit van een juristentitel, is van plan het adviesbureau voort te zetten. Nadat Dick Vledder De Cock verslag heeft uitgebracht over zijn ervaringen met ‘de meute’, herinnert de grijze rechercheur zijn collega aan de verjaardag van Adelheid.
De volgende ochtend vertelt een blije Vledder dat hij en Adelheid de avond ervoor besloten hebben om dit jaar te gaan trouwen. Na een gesprek met de dartele weduwe weet De Cock inmiddels hoe de zaak af te ronden. Met hulp van Samuel Pasmans gaat hij een val opzetten. Samen met Dick Vledder verstopt hij zich bij Samuel in een kast, terwijl buiten aan de Kromme Waal Appie Keizer en Fred Prins staan te posten. De man met een fles champagne ontkomt aan Vledder, loopt Appie ondersteboven maar Fred Prins tackelt hem genadeloos. Het is André van Giesbeek.
Bij de nabespreking bij De Cock thuis is ook Adelheid van de partij. Fred Prins vraagt of hij de goede man heeft getackeld en De Cock legt het uit. André van Giesbeek heeft hem de drie moorden bekend. Charles had een testament opgemaakt ten gunste van André. Maar toen kwam de dartele weduwe in zijn leven en alles veranderde. In ruil voor haar trouwbelofte veranderde hij zijn testament. Margje kwam via haar werkgever van dit feit te weten en briefde het onmiddellijk door aan haar geliefde André. Laatstgenoemde pleegde op een avond twee moorden, maar kreeg toen de dartele weduwe op zijn dak. Charlotte wist niet zeker of zij of André de erfgenaam zou blijken te zijn en besloot geen risico te nemen en haar pijlen nu op hem te richten. Maar Margje kende het testament en dreigde het openbaar te maken als André de relatie met Charlotte niet onmiddellijk verbrak. Dat was de aanleiding voor de derde moord. Uiteindelijk lokte De Cock André naar Samuel met een brief waarin het testament voor 300.000 gulden te koop werd aangeboden. Nadat de gasten weg zijn praat mevrouw De Cock nog verder door over de dartele weduwe. Ze vermoedt ook wat André had meegenomen naar de Kromme Waal voor de eindafrekening. Geen geld, maar een tentharing. De Cock noemt haar glimlachend schrander.